# حديقة الزهور

## حديقة دبي المعجزة
حديقة دبي المعجزة (بالإنجليزية: Dubai Miracle Garden) هي حديقة زهور تقع في منطقة دبي لاند، دبي، الإمارات العربية المتحدة. تم افتتاح الحديقة في 14 فبراير 2013، وتُعد أكبر حديقة أزهار طبيعية في العالم، حيث تغطي مساحة تبلغ 72,000 متر مربع وتضم أكثر من 150 مليون زهرة مرتبة في تشكيلات وتصاميم فنية متنوعة.

## التاريخ والتطوير
بدأت فكرة إنشاء الحديقة كمشروع مشترك بين "دبي لاند" وشركة "أكار" للزراعة والتنسيق، بقيادة رجل الأعمال الأردني عبد الناصر رحال. تم تنفيذ المشروع على مرحلتين: افتتحت المرحلة الأولى في فبراير 2013، وتضمنت مساحات مزروعة بتصاميم أفقية وعمودية. أما المرحلة الثانية، التي بدأت في يونيو 2013، فشملت توسعة بنسبة 70% من المساحة الأصلية، بالإضافة إلى إنشاء مواقف سيارات متعددة الطوابق ومرافق جديدة مثل الساعة الزهرية وحديقة الفراشات.

## الجوائز والإنجازات
حازت الحديقة على عدة جوائز عالمية، منها جائزة "موزيل" لأفضل تجربة حدائق جديدة في عام 2015. كما سجلت الحديقة ثلاث أرقام قياسية في موسوعة غينيس، أبرزها: أكبر حديقة عمودية في العالم، وأكبر مجسم زهور لطائرة إيرباص A380، وأطول جدار زهور بطول يقارب كيلومتر واحد.

## حديقة الفراشات
في عام 2015، تم افتتاح "حديقة دبي للفراشات" داخل مجمع الحديقة، وتُعد أكبر حديقة فراشات مغطاة في العالم، حيث تضم أكثر من 15,000 فراشة من 26 نوعًا مختلفًا.

## مواعيد العمل
تفتح الحديقة أبوابها للزوار خلال الموسم الممتد من أكتوبر إلى أبريل، وتُغلق خلال أشهر الصيف بسبب ارتفاع درجات الحرارة. ساعات العمل اليومية تكون من الساعة 9 صباحًا حتى 9 مساءً في أيام الأسبوع، ومن 9 صباحًا حتى 11 مساءً في عطلات نهاية الأسبوع والعطلات الرسمية.

## وصلات خارجية
الموقع الرسمي للحديقة